# Hemiberlesia malagassa
Hemiberlesia malagassa är en insektsart som beskrevs av Mamet 1959. Hemiberlesia malagassa ingår i släktet Hemiberlesia och familjen pansarsköldlöss.
Artens utbredningsområde är Madagaskar. Inga underarter finns listade i Catalogue of Life.